# 자바 OpenGL
자바 OpenGL(Java OpenGL, JOGL)은 OpenGL을자바 프로그래밍 언어에 사용될 수 있도록 하는 래퍼 라이브러리이다. Kenneth Bradley Russell과 Christopher John Kline에 의해 처음 개발되었다가 이후 썬 마이크로시스템즈 게임 테크놀로지 그룹에 의해 추가 개발되었다. 2010년 이후로 BSD 허가서 하의 독립 오픈 소스 프로젝트로 유지되고 있다. Java Bindings for OpenGL(JSR-231)의 참조 구현체이다.
JOGL은 자바 네이티브 인터페이스(JNI)를 사용함으로써 C 언어 프로그램들에서 이용 가능한 대부분의 OpenGL 기능들에 접근할 수 있다.

## 코드 예제
```
    
@Override

    
public
 
void
 
display
(
GLAutoDrawable
 
drawable
)
 
{

        
GL4
 
gl4
 
=
 
drawable
.
getGL
().
getGL4
();

        
gl4
.
glClearBufferfv
(
GL2ES3
.
GL_COLOR
,
 
0
,
 
clearColor
);

        
gl4
.
glClearBufferfv
(
GL2ES3
.
GL_DEPTH
,
 
0
,
 
clearDepth
);

        
{

            
FloatUtil
.
makeLookAt
(
view
,
 
0
,
 
eye
,
 
0
,
 
at
,
 
0
,
 
up
,
 
0
,
 
tmp
);

            
FloatUtil
.
makePerspective
(
projection
,
 
0
,
 
reset
,
 
45
f
,
 
aspect
,
 
near
,
 
far
);

            
FloatUtil
.
multMatrix
(
projection
,
 
view
);
 
// projection *= view

            
transformPointer
.
asFloatBuffer
().
put
(
projection
);

        
}

        
gl4
.
glUseProgram
(
programName
);

        
gl4
.
glBindVertexArray
(
vertexArrayName
.
get
(
0
));

        
gl4
.
glBindBufferBase
(
GL2ES3
.
GL_UNIFORM_BUFFER
 
/*target*/
,
 
1
 
/*TRANSFORM0, index*/
,
 
bufferName
.
get
(
2
)
 
/*TRANSFORM, buffer*/
);

        
gl4
.
glBindTextureUnit
(
0
 
/*diffuse*/
,
 
textureName
.
get
(
0
));

        
gl4
.
glBindSampler
(
0
 
/*diffuse*/
,
 
samplerName
.
get
(
0
));

        
gl4
.
glDrawElements
(
GL
.
GL_TRIANGLES
,
 
elementCount
,
 
GL
.
GL_UNSIGNED_SHORT
,
 
0
);

    
}

```

## 같이 보기
- Java Bindings for OpenGL
- Ardor3D
- Elflight Engine
- JMonkey Engine
- Poxnora
- 룬스케이프
- Jake2
- Scilab
- Jreality
- ClearVolume
- LWJGL
- 자바 OpenAL
- 자바 OpenCL